# Adam de la Halle
Adam de la Halle, także: Adam le Bossu (Adam Garbus), Adam d’Arras (ur. między 1245 a 1250 w Arras, zm. między 1285 a 1288 w Neapolu lub po 1306 w Anglii ) – francuski poeta, kompozytor i truwer.
Studiował w klasztorze cystersów w Vaucelles (diecezja Cambrai). W latach 1260–1262 przebywał w Douai. Po powrocie do Arras w 1262 poślubił Maroie, o której wspomina wielokrotnie w swoich utworach . Parę lat później rozpoczął studia na uniwersytecie w Paryżu, gdzie uzyskał tytuł maîitre ès arts. Został członkiem Confrérie des jongluers (Bractwa żonglerów) w Arras, gdzie został wystawiony jego Jeu d'Adam ou de la Feuollée. W 1271 został minestrelem na dworze Roberta II hrabiego d’Artois. Podróżując z dworem zwiedził Egipt, Palestynę, Syrię i Włochy. Później w latach 1283–1285 przebywał na dworze króla Sycylii Karola I d’Anjou .

## Twórczość
- Utwory poetyckie w całości opracowane muzycznie:
  - 36 chansons monodyczne,
  - 16 jeux partis,
  - 16 rondeaux 3-głosowych,
  - 7 motetów 3-głosowych,
- Utwory poetyckie z refrenami muzycznymi:
  - śpiewogra Le jeu de Robin et de Marion
  - poemat Le jeu du Pèlerin (autorstwo niepewne),
- Utwory czysto poetyckie:
  - poemat Le Congé,
  - sztuka sceniczna Le jeu de la Feuillée wystawiona ok. 1262 w Arras,
  - chanson de geste Le Roi de Sicile.